# Закоян, Рачик Амаякович
Рачи́к Амая́кович Закоя́н (арм. Հրաչիկ Հմայակի Զաքոյան; 1922—2003) — армянский советский агроном и табаковод, передовик сельскохозяйственного производства, а также работник среднего профессионального образования. Директор совхоз-техникума района имени Камо Армянской ССР (1966—1980). Герой Социалистического Труда (1949).

## Биография
Рачик Амаякович Закоян родился в 1922 году в городе Нор-Баязет Нор-Баязетского уезда Армянской ССР (ныне город Гавар в Гехаркуникской области Республики Армения), в семье рабочего. Родители Закояна репатриировались из города Хнус Западной Армении в Нор-Баязет, где начали работать в колхозе после его основания.
Рачик Закоян закончил семилетнюю среднюю школу Нор-Баязета, после чего поступил и закончил Нор-Баяазетский педагогический техникум. В период учёбы, во время летних каникул, Закоян трудился в колхозе имени Батика Батикяна, занимаясь овощеводством и помогая комбайнёрам. В 1936 году он вступил в ряды ВЛКСМ, в дальнейшем был секретарём комсомольской организации колхоза. В 1940 году в колхозе приняли решение начать выращивание табака, и Закоян был назначен звеньевым табаководческого звена колхоза. Через год, после начала Великой Отечественной войны, Закоян был призван в ряды Рабоче-крестьянской Красной армии, но вскоре был демобилизован и вернулся в колхоз в качестве звеньевого. Звено Закояна, состоящее из 12—13 трудящихся, за короткое время освоило агротехнические основы выращивания табачных культур. Под руководством Закояна в колхозе было начато выращивание высококачественной табачной рассады в собственных рассадниках. В результате последовательного применения агротехнических мероприятий, завершая рассадку плантаций за короткий срок, звену удалось достичь высоких результатов. В 1943 году с каждого гектара было получено 13 центнеров табака, за что звеньевой молодёжного звена высокого урожая Закоян был отмечен почётной грамотой ЦК ВЛКСМ. В 1945 году Закоян вступил в ВКП(б)/КПСС. В том же году урожай был повышен до 19 центнеров с гектара, Закоян был награждён медалью «За трудовое отличие». В 1948 году с площади 3 гектара звена было получено 25,1 центнера урожая табака вида «Тык-кулак», это был самый высокий результат в Армянской ССР.
Указом Президиума Верховного Совета СССР от 16 апреля 1949 года за получение высоких урожаев ржи, хлопка и табака при выполнении колхозами обязательных поставок и контрактации по всем видам сельскохозяйственной продукции, натуроплаты МТС в 1948 году и обеспеченности семенами всех культур в размере полной потребности для весеннего сева 1949 года Рачику Амаяковичу Закояну было присвоено звание Героя Социалистического Труда с вручением ордена Ленина и золотой медали «Серп и Молот».
Не отрываясь от трудовой деятельности Рачик Закоян получил высшее образование на агрономическом факультете Армянского сельскохозяйственного института. В 1949 году Закоян перешёл на выращивание табака вида «Самсун» и получил урожай 37 центнера с каждого гектара, стебли полученного урожая превышали 1,5 метра. В 1950 году, совершив рассадку с обеих сторон грядки, Закояну удалось повысить урожай табака до 45,17 центнера с гектара, за что в 1951 году он был награждён вторым орденом Ленина. С 1951 года Закоян был вожатым пионерского отряда Нор-Баязетской средней школы имени Оганеса Саруханяна. Под его наставничеством ученики применяли полученные знания в сельскохозяйственном производстве: в колхозе имени Батика Батикяна ученики занимались сбором урожаев пшеницы и табака, ухаживали за скотиной в ферме колхоза. На пришкольном участке ученики выращивали помидоры — культуру, ранее не выращиваемую на территории Нор-Баязета. По инициативе Закояна в школе был организован кружок моделизма, на занятиях которого ученики изготовляли планеры и парусники. Отряд пионеров, руководимый Закояном, участвовал в различных мероприятиях в Ереване и Москве. В 1956 году Закоян издал брошюру, в которой представил результаты работы пионерского отряда. 
В 1958 году на основе колхоза имени Батика Батикяна Нор-Баязетского района Армянской ССР был организован молочно-скотоводческий совхоз и Рачик Закоян стал агрономом совхоза, помогая рабочим в вопросах выращивания пшеницы, картофеля, силосных культур и табака. В 1961—1964 годах Закоян был секретарём партийной организации совхоза, а в 1964—1966 годах — главным агрономом, также был членом правления и членом бюро первичной партийной организации колхоза имени Батикяна. В 1966 году он стал директором совхоз-техникума района имени Камо Армянской ССР и занимал эту должность до 1980 года. В 1980 году Закоян был назначен директором Хлебопринимающего предприятия района имени Камо. В 1988 году вышел на пенсию.
Рачик Закоян также занимался общественной деятельностью. Он был депутатом Нор-Баязетского городского Совета.
Рачик Амаякович Закоян скончался в 2003 году в городе Гавар. Похоронен на кладбище города.

## Награды
- Герой Социалистического Труда (Указ Президиума Верховного Совета СССР от 16 апреля 1949 года, орден Ленина и медаль «Серп и Молот») — за получение высоких урожаев ржи, хлопка и табака при выполнении колхозами обязательных поставок и контрактации по всем видам сельскохозяйственной продукции, натуроплаты МТС в 1948 году и обеспеченности семенами всех культур в размере полной потребности для весеннего сева[9].
- Орден Ленина (3.07.1951)[9][8].
- Орден Трудового Красного Знамени[6].
- Медаль «За трудовое отличие» (24.11.1945)[9][3].
- Почётная грамота ЦК ВЛКСМ (1943)[3].